# Honda RA301
A Honda RA301 egy korábbi Formula–1-es autó, melyet a Honda épített az 1968-as szezonra a Lola Cars segítségével. Versenyzője a csapatnak John Surtees volt, továbbá David Hobbs is vezette az autót egy futam erejéig. Joakim Bonnier vásárolt egy RA301-et, amellyel a szezonzárón indult saját csapatával. Annak ellenére, hogy sokszor megszorongatta ellenfeleit, az RA301-est üldözte a balszerencse. Műszaki problémák miatt Surteesnek gyakran fel kellett adja a versenyeket.

## Tervezése

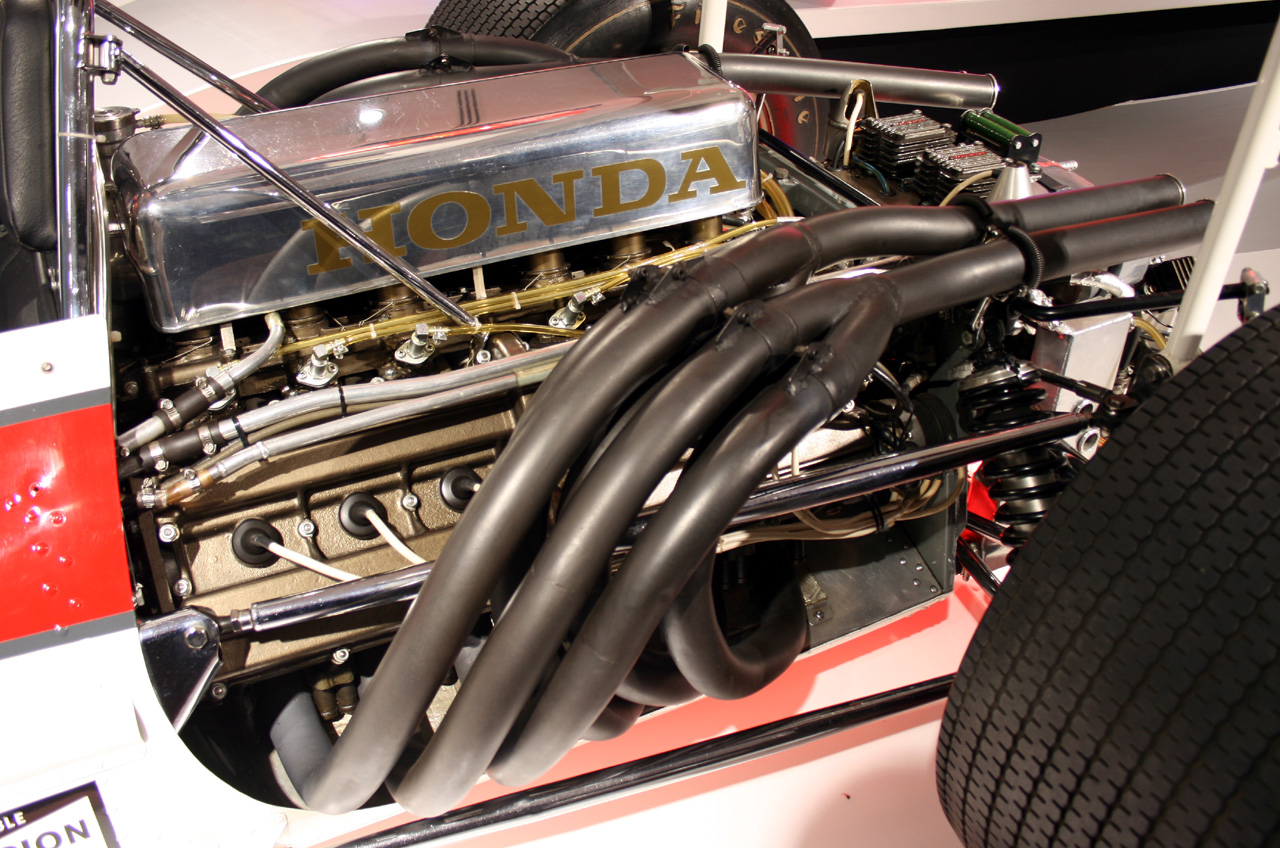
A RA301 motorja.

A RA301-est egy vízhűtéses V12-es Honda motor hajtott. Az autó merevebb karosszériát kapott, és a magnézium alkalmazása miatt elődjénél számottevően könnyebb is lett. A 12 hengeres motort fejlesztettek, amely vízhűtéses volt.
Az 1968-as év számos problémája oda vezetett, hogy a Honda két teljesen külön autó fejlesztésébe fogott. A vállalat új, léghűtéses személyautóinak népszerűsítése céljából a Honda arra utasította mérnökeit, hogy fejlesszenek léghűtéses F1-es versenyautót. A V8-as blokk a könnyű RA302-es karosszériába került be, amelyet külön az új léghűtéses motor számára fejlesztettek ki.
A Honda mérnökei mindenképpen feledtetni szerették volna az 1968-as szezon kudarcait, s ismét sikereket elérni 1969-ben. Augusztusban megkezdődött a munka a teljesen új autón, amelybe kis tömegű és vízhűtéses V12-es motor került.
Ám mindössze három hét elteltével a Honda bejelentette, hogy átmenetileg visszavonul a Formula–1-ből. A vállalat versenytevékenységei másfél évtizeden át szüneteltek, mert a Honda erőfeszítéseit és forrásait arra fordította, hogy új kihívásoknak feleljen meg.

## Szezon

### Honda Racing
A szezon második versenyén csatlakoztak be a szezonban, ahol  Surtees-nek Spanyolországban váltóhiba miatt kellett feladnia versenyt. Monacóban úgy kellett kiállnia, hogy az első háromban is végezhetett volna ismételten a váltóhiba miatt. Belgiumban futóműprobléma a biztos győzelmet vette el a csapattól, míg Hollandiában a generátor adta meg magát. A csapatnak a Francia Nagydíjig kellett várnia első pontjaira a szezonban, itt Jo Schlesser végzetes balesete beárnyékolta Surtees második helyét, amelyet a 12 hengeressel vívott ki. Brands Hatch-ben az 5. helyet szerezte meg a brit pilóta, 2 kör hátrányba a győztes Jo Sifferthez képest.

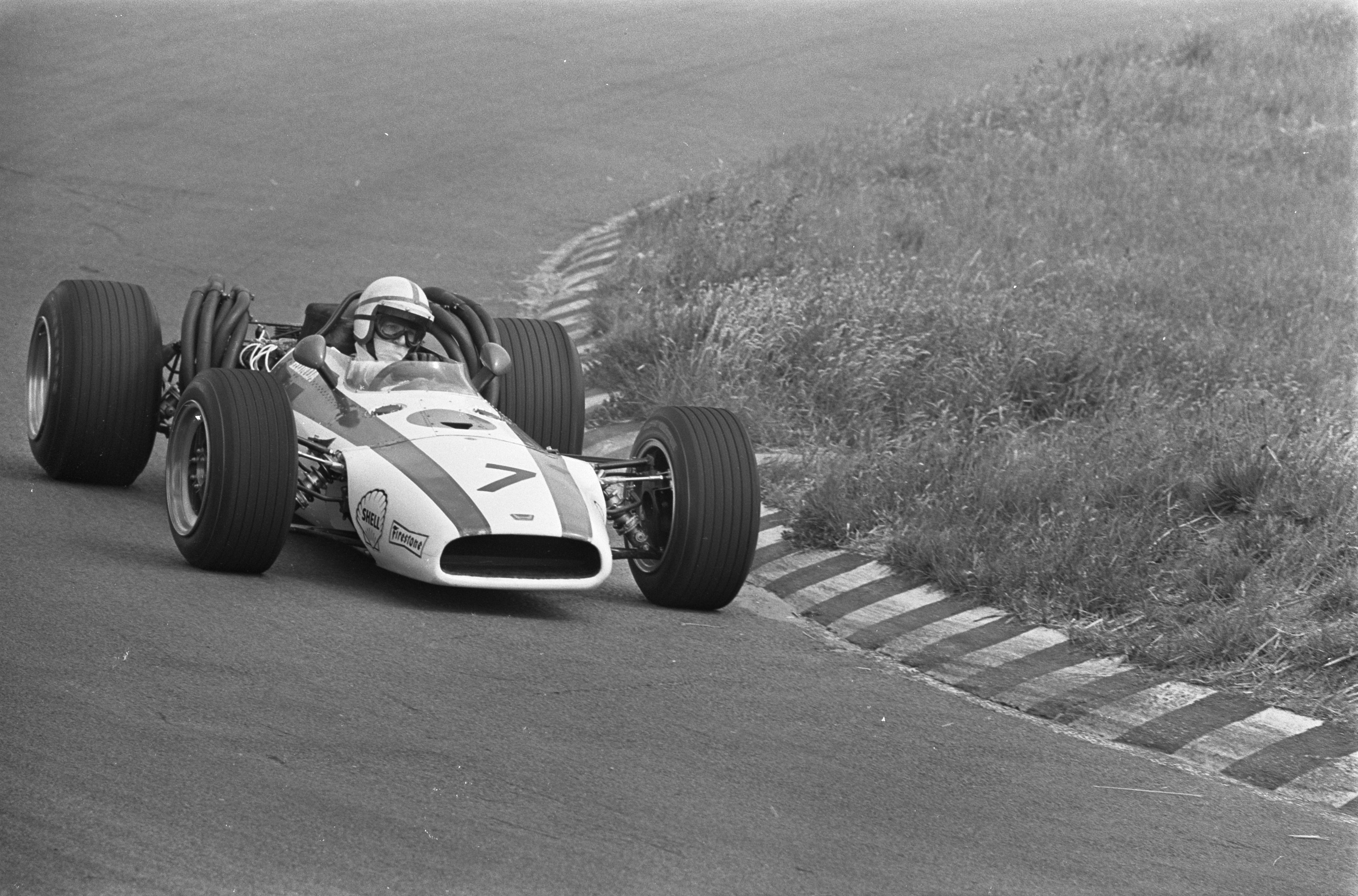
Surtees a Holland versenyen.

Németországban a 3. körben a gyújtás meghibásodása miatt volt kénytelen feladni Surtees. Monzában az angol az első rajthelyről indulhatott, amely a Honda első ilyen rajtpozíciója volt, és vezetett is. A rajt után Surtees megtartotta a vezetést, de az első kör végén már Bruce McLaren volt előrébb. A 7. körben Surtees a szélárnyékot kihasználva visszavette az első helyet. A következő körben megint McLaren vezetett, majd amikor Amon balesetezett, Surtees is a falnak ütközött, amikor megpróbálta kikerülni a Scuderia Ferrarit. A futamon David Hobbs is indult a csapattal, de ő is kiesett.
Kanadában a 10. körben váltóhiba miatt volt kénytelen feladni a versenyt. Az Egyesült Államokban tudott a dobogóra állni másodjára a szezonban. A verseny vége felé a harmadik helyen autózó Gurney megcsúszása után Surtees mögé esett vissza, de visszaelőzte az angolt. Végül mégis Surtees lett a harmadik, mivel Gurney defektet kapott. Mexikóban, a szezonzárón ismét vezető helyről kellett kiállnia gumiproblémák miatt.

### Anglo-Suisse Racing Team
Joakim Bonnier csapatával egy alkalommal egy RA301-est is vezetett. Mexikóban, ahol ötödikként ért be. Ez a pontszerzés különleges jelentőségű, nem csupán a saját csapata legjobb eredményét jelenti, de 2006-ig, a Honda gyár visszatéréséig az utolsó verseny volt, amelyen a japánok saját építésű autója indult.

## Teljes Formula–1-es eredménylistája
(Táblázat értelmezése)

(Félkövér: pole-pozícióból indult; dőlt: leggyorsabb kört futott) 

| Év   | Konstruktőr              | Motor         | Gumi | Versenyzői     | 1   | 2   | 3   | 4   | 5   | 6   | 7   | 8   | 9   | 10  | 11  | 12  | Pont | WCC |
| ---- | ------------------------ | ------------- | ---- | -------------- | --- | --- | --- | --- | --- | --- | --- | --- | --- | --- | --- | --- | ---- | --- |
| 1968 | Honda Racing             | Honda 3.0 V12 | F    |                | RSA | ESP | MON | BEL | NED | FRA | GBR | GER | ITA | CAN | USA | MEX | 14   | 6.  |
| 1968 | Honda Racing             | Honda 3.0 V12 | F    | John Surtees   |     | Ki  | Ki  | Ki  | Ki  | 2   | 5   | Ki  | Ki  | Ki  | 3   | Ki  | 14   | 6.  |
| 1968 | Honda Racing             | Honda 3.0 V12 | F    | David Hobbs    |     |     |     |     |     |     |     |     | Ki  |     |     |     | 14   | 6.  |
| 1968 | Anglo-Suisse Racing Team | Honda 3.0 V12 | F    | Joakim Bonnier |     |     |     |     |     |     |     |     |     |     |     | 5   | 14   | 6.  |

## Galéria

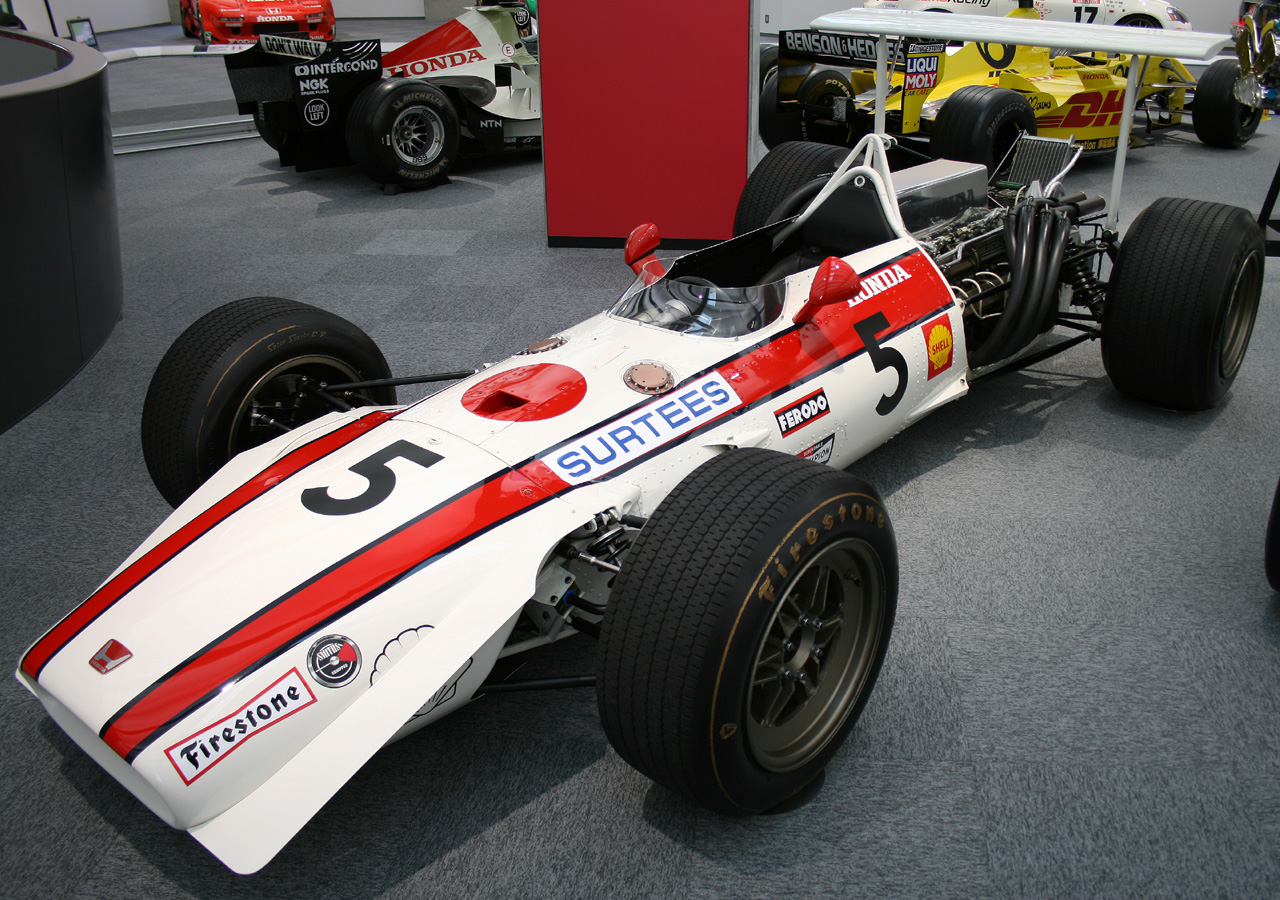
A Honda RA301 a Honda kiállításon.
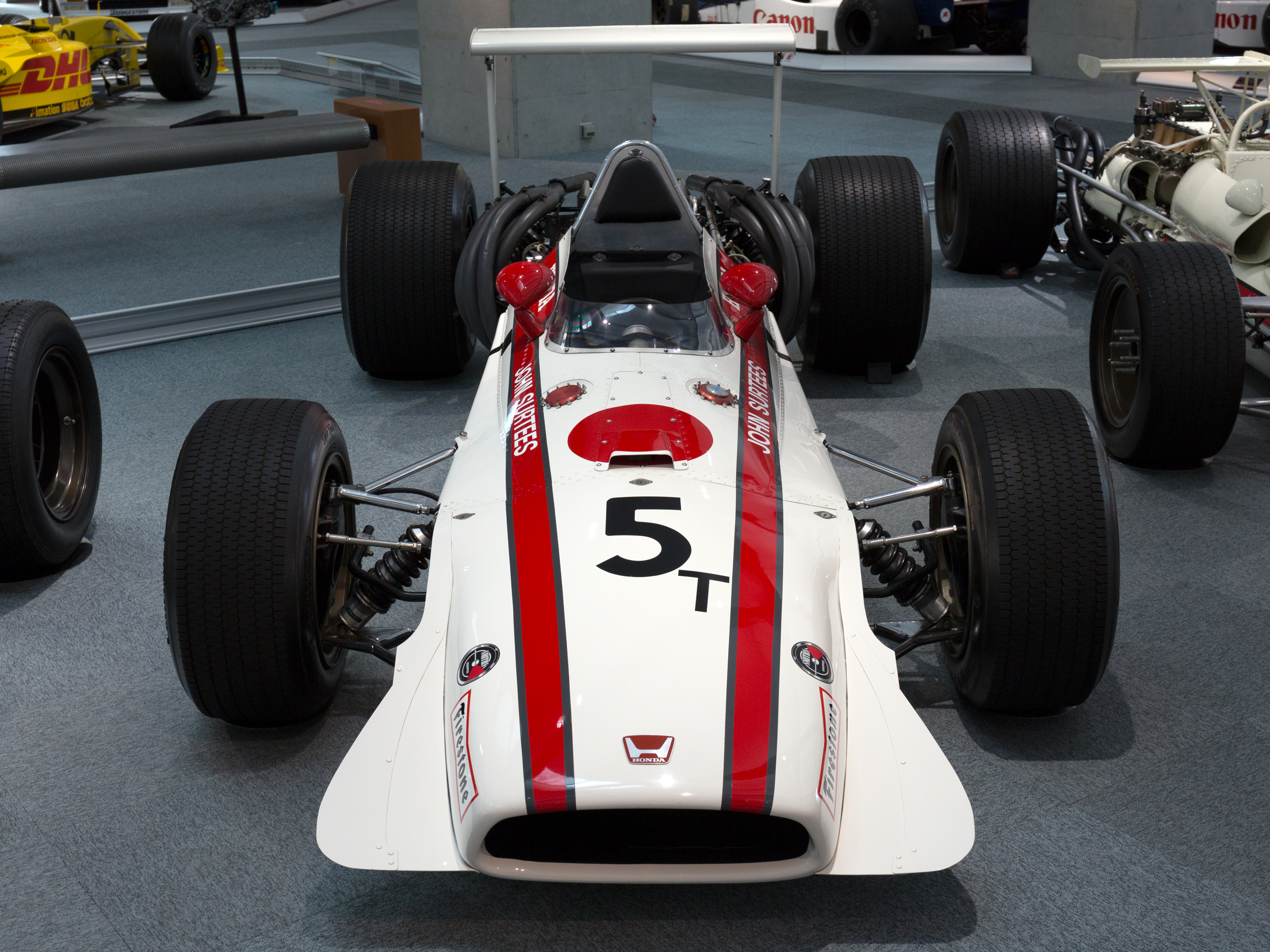
A Honda RA301 a Honda kiállításon.
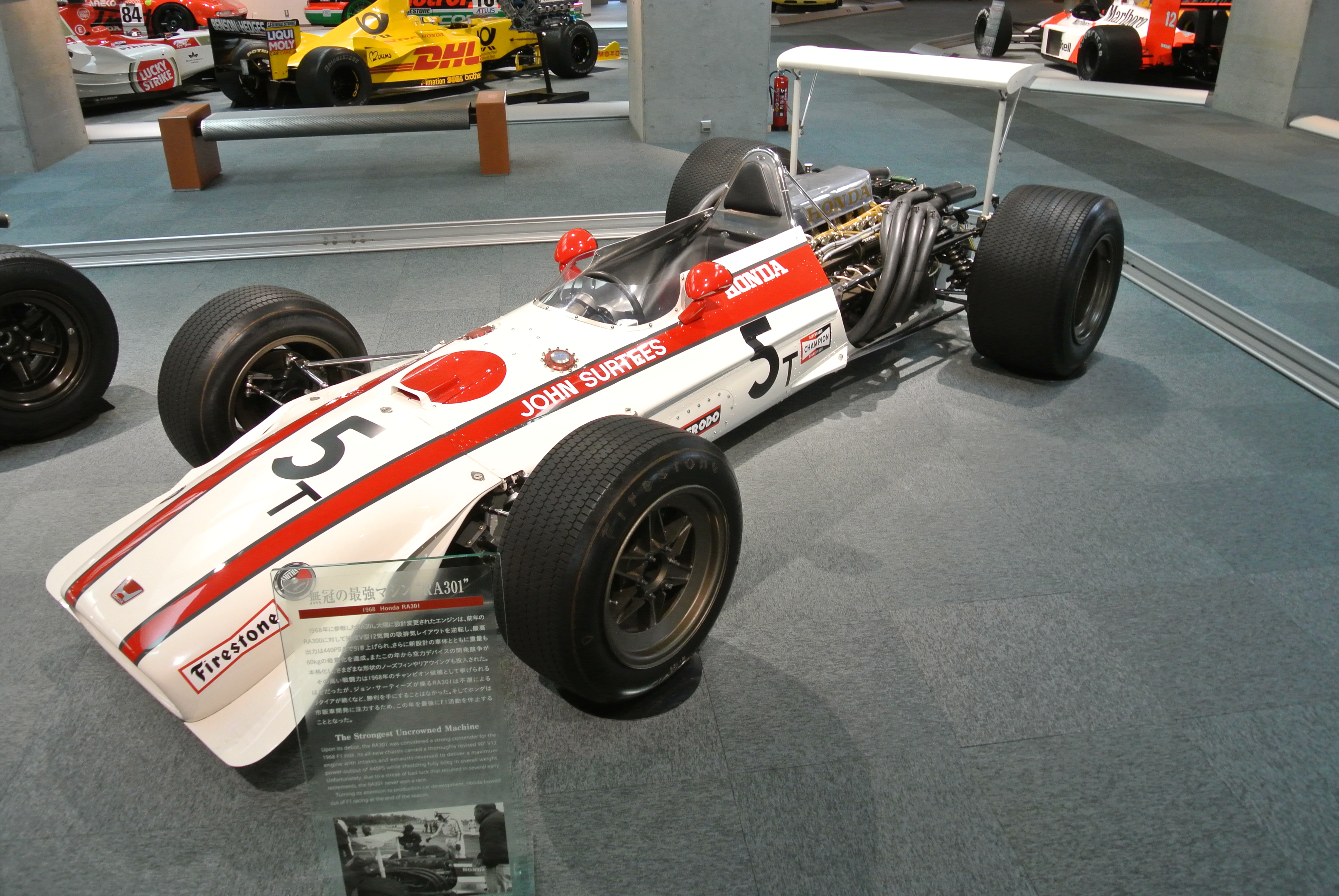
A Honda RA301 a Honda kiállításon.
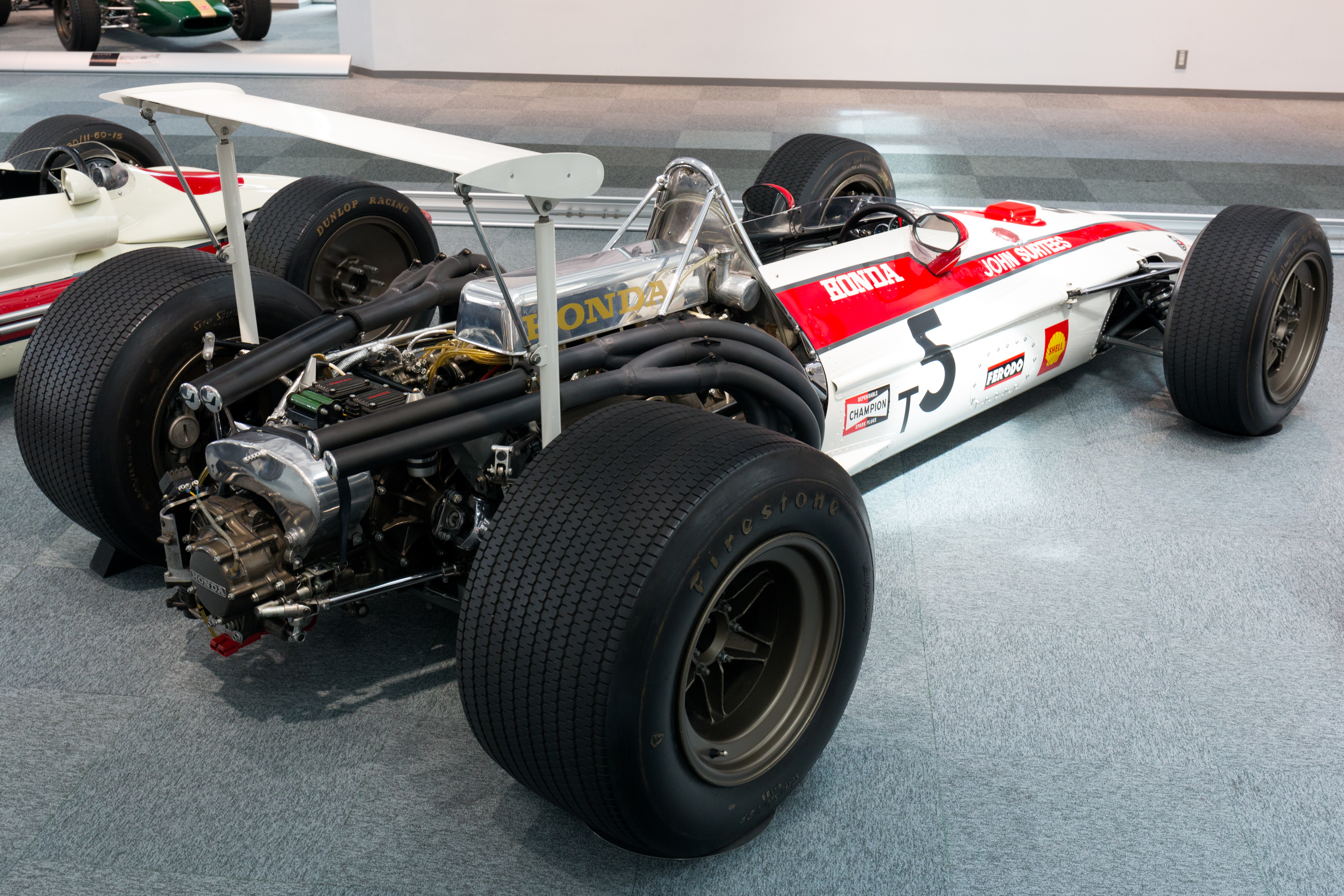
A Honda RA301 a Honda kiállításon.
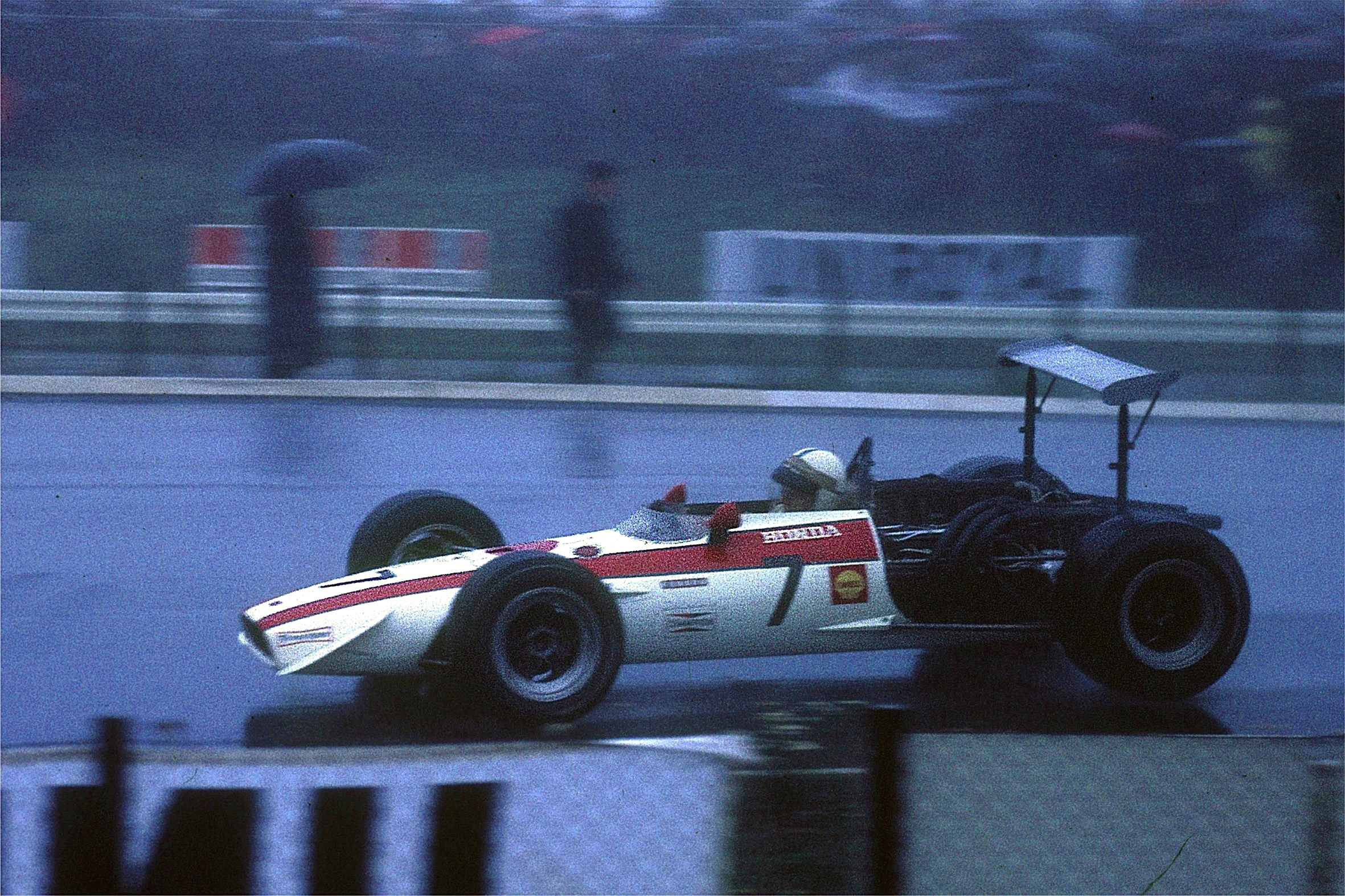
Surtees a Holland nagydíjon.
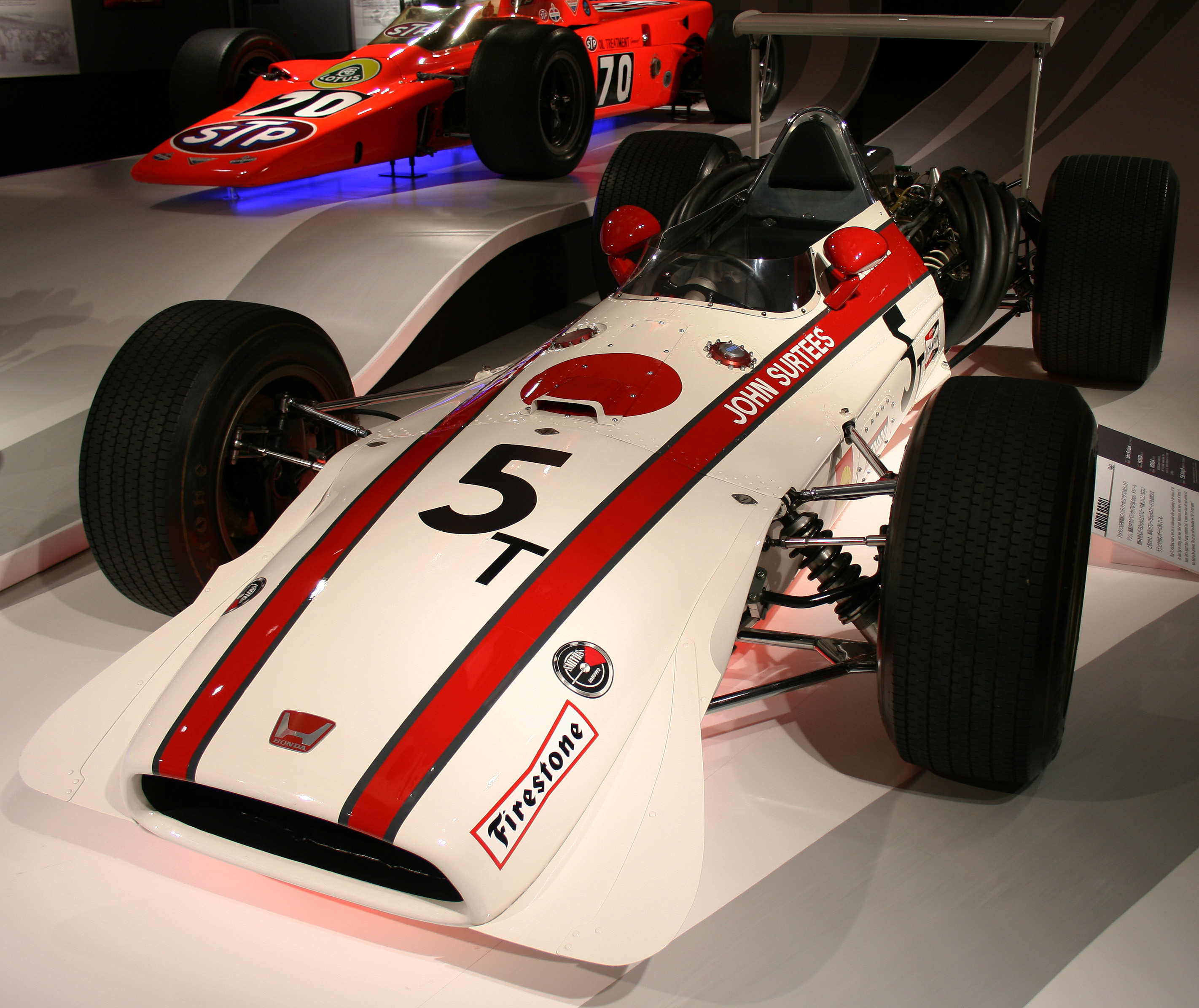
Surtees a Holland nagydíjon.
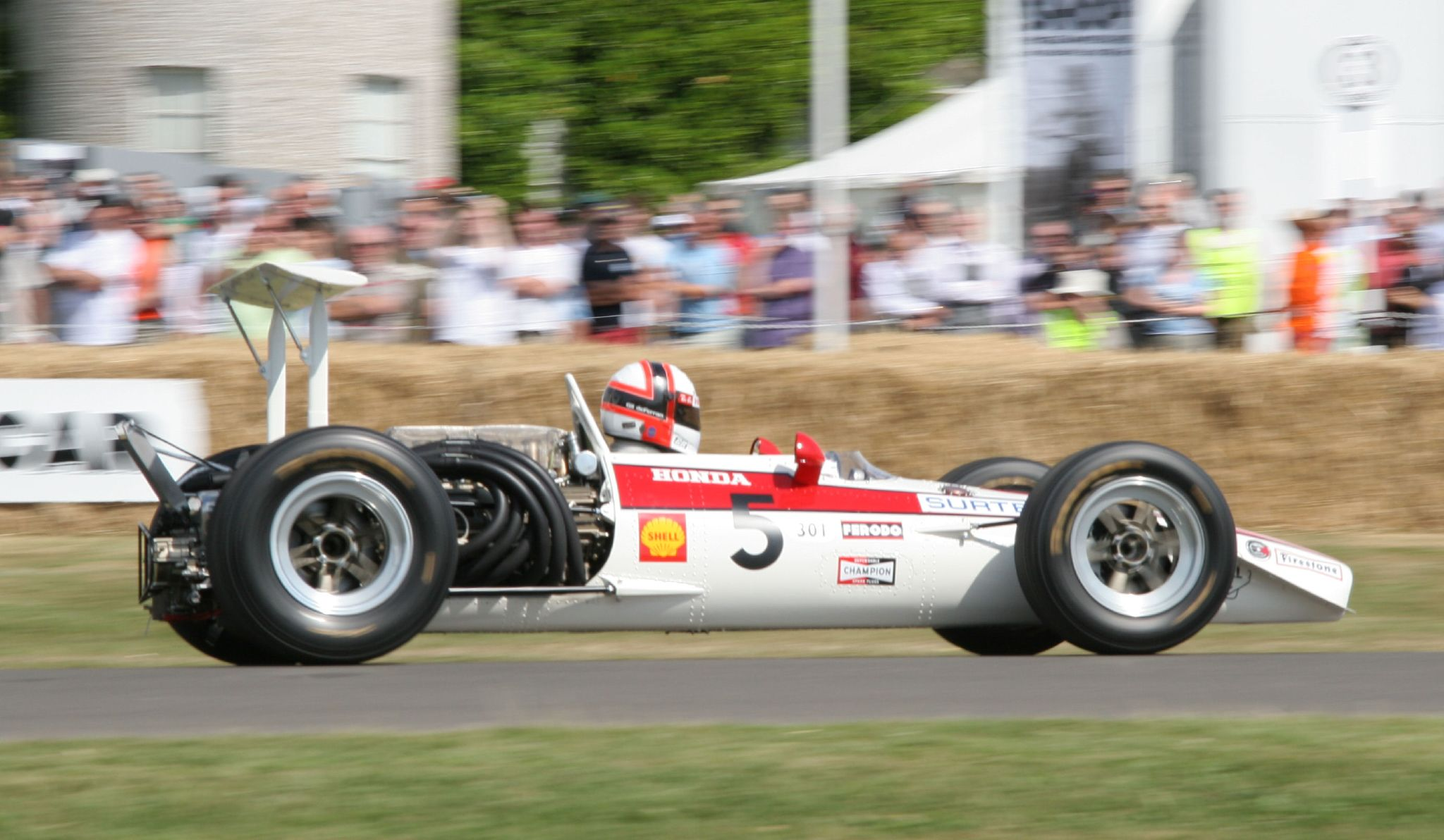
A Honda RA301 a Honda rendezvényén.